# Marvel Comics - A história secreta
Marvel Comics - A história secreta (Marvel Comics: The Untold Story no original) é um livro escrito por Sean Howe sobre a história da Marvel Comics. Originalmente lançado em 2012 nos Estados Unidos pela Harper Collins, foi lançado no Brasil em 2013 pela editora LeYa. Howe decidiu escrever o livro por considerar que as histórias citadas pelos quadrinistas em entrevistas costumavam ser diferentes da história oficial da editora. Foram cerca de 150 entrevistas com os mais diversos profissionais ligados à Marvel. O livro aborda desde a criação dos primeiros personagens por Stan Lee e Jack Kirby até o surgimento do Universo Cinematográfico Marvel. Em 2014, a edição brasileira do livro ganhou o 26º Troféu HQ Mix na categoria "melhor livro teórico".